# David Crystal
David Crystal (ur. 6 czerwca 1941 w Lisburn) – brytyjski językoznawca i publicysta, popularyzator nauki.

## Życiorys
W latach 1959–1962 studiował anglistykę na uczelni University College London, a w okresie od 1962 do 1963 pracował w zespole Randolpha Quirka nad projektem Survey of English Usage. Związany z Bangor University i University of Reading; w Bangor otrzymał tytuł profesora honorowego.
Działa jako publicysta, redaktor i konsultant; uczestniczy w audycjach radiowych i programach telewizyjnych.
W 1995 r. Crystal został uhonorowany Orderem Imperium Brytyjskiego IV klasy (OBE), a w 2000 r. został członkiem Akademii Brytyjskiej. Członek założyciel Learned Society of Wales i członek Chartered Institute of Linguists. Do jego zainteresowań akademickich należą: nauczanie języka angielskiego, językoznawstwo kliniczne, językoznawstwo kryminalistyczne, wymieranie języków, „językoznawstwo ludyczne” (autorski termin), stylistyka, literaturoznawstwo i leksykografia.

## Dorobek naukowy
Jest autorem, współautorem bądź redaktorem ponad 120 książek podejmujących rozmaite tematy językoznawcze; specjalizuje się m.in. w redagowaniu dzieł referencyjnych, takich jak: Cambridge Encyclopedia of Language (1987, 1997, 2010), Cambridge Encyclopedia of the English Language (1995, 2003), Cambridge Biographical Dictionary, Cambridge Factfinder, Cambridge Encyclopedia, New Penguin Encyclopedia (2003). Pisał także sztuki teatralne i poezję. Jego dorobek naukowy obejmuje również kilka publikacji popularyzatorskich z zakresu językoznawstwa i języka angielskiego, komunikujących fachową wiedzę lingwistyczną w sposób przystępny dla przeciętnego odbiorcy. Współpracuje z BBC. W książce The Stories of English, ogólnym opracowaniu historycznym angielszczyzny, opisuje wartość różnic językowych i nawołuje do respektowania niestandardowych odmian języka angielskego. Crystal ma sceptyczny stosunek do idei regulacji językowej.
Zaproponował nową dziedzinę językoznawstwa, zwaną lingwistyką internetu; tematyce języka internetu poświęcił książkę Language and the Internet (2001). Jego książka Txtng: The Gr8 Db8 (2008) koncentruje się na języku esemesowym i jego wpływie na społeczeństwo.

## Wybrana twórczość
- The Cambridge Encyclopedia of the English Language, Cambridge: Cambridge University Press, 1995. Brak numerów stron w książce
- Language Death. Cambridge University Press, 2002.
- Shakespeare’s Words: A Glossary and Language Companion. Londyn: Penguin, 2004 (współautorstwo).
- The Stories of English. The Overlook Press, 2004.
- Pronouncing Shakespeare: The Globe Experiment. Cambridge University Press, 2005.
- The Fight for English. Oxford: Oxford University Press, 2006.
- How Language Works: How Babies Babble, Words Change Meaning, and Languages Live or Die. Londyn: Penguin, 2006.
- By Hook or by Crook; A Journey in Search of English. The Overlook Press, 2007.
- A Little Book of Language. New haven: Yale University Press, 2010.
- Think on my Words: Exploring Shakespeare’s Language. Cambridge University Press, 2012.
- Spell It Out. New York: St. Martin’s Press, 2012.
- The Disappearing Dictionary. Londyn: Macmillan, 2015.
- The Oxford Dictionary of Original Shakespearean Pronunciation. Oxford: Oxford University Press, 2016.
- Making Sense: The Glamorous Story of English Grammar. Profile Books, 2017.